# ساول مندوزا (مبارز بالسيف)
ساول مندوزا (بالإسبانية: Saúl Mendoza)‏ هو مبارز بالسيف بوليفي، ولد في 1964.

## وصلات خارجية
- ساول مندوزا على موقع اللجنة الأولمبية الدولية (الإنجليزية)
- ساول مندوزا على موقع أوليمبيديا (الإنجليزية)